# Пунака
Пунака (тибетански - སྤུ་ན་ཁ་) административни је центар округа Пунака, једног од 20 округа Бутана. Пунака је био престоница Бутана и седиште владе све до 1955. године, када је престоница премештена у град Тимбу. Удаљена је од Тимбуа око 72 километра и 3 сата аутомобилом до Тимбуа. За разлику од Тимбуа, Пунака има топле зиме, а врела лета. Налази се на надморској висини од 1.200 m, тако да је пиринач главна култура која се узгаја дуж речних долина, све до главних река у Бутану - По Чу и Мо Чу. Џонгка језик је најшире распрострањен у овој области.

## Палата Пунака Џонг
Пунгтанг Девачен Подранг (Палата велике среће) или Пунака Џонг је палата изграђена 1637. године од стране Туебија Заова Балипа под великом командом Забдрунга Нгаванга Намгијала. То је једна од најлепших палата у Бутану и представља зимску резиденцију Бутанског централног монашког тела на челу са Џо Кенпом. Палата поседује најсветије мошти монаха јужне Друкпа Кагји будистичке школе, укључујући мошти Рангјунга Касарпанија, Забдрунга Нгаванга Намгијала и Тертона Падме Лингпе.
Године 1907. палата је била место крунисања првог бутанског краља. Три године касније, у Пунаки, у палати, потписан је уговор између Бутана и Британије када су се Британци сложили да се не мешају у унутрашње послове Бутана, а дозволили Британији да управљају спољашњим пословима.
Палата је делимично уништена у пожару 1987. године.
Због свог положаја, на ушћу река По Чу и Мо Чу у долини Пунака-Вангду, палата је веома рањива због поплава које стижу од ледничких језера. Поплаве које су се десиле 1957, 1960. и 1994. године оштетиле су палату. Године 2010. предузете су мере против поплава продубљивањем токова река и подизањем насипа.
Покривени дрвени мост преко реке Мо Чу изграђен је заједно са палатом у 17. веку. Овај мост однеле су поплаве 1957. и 1958. године. Године 2006. почела је градња новог дрвеног моста на традиционалан начин, који је завршен 2008. године. Мост је распона 55 m, а изграђен је уз помоћ немачких инвестиција.